# Liste de prix de thèse
 (juillet 2022).
Un prix de thèse est une récompense honorifique qui distingue l'excellence d'une thèse récemment soutenue.

## Prix de thèse par pays

### France
Défense
- Prix de thèse de l’Institut des hautes études de défense nationale (IHEDN)[1]
- Prix de la Gendarmerie nationale – recherche et réflexion stratégique[2]

Développement durable
- Prix de Prix de thèse de la Fondation Terre Solidaire en faveur d’une transition écologique et solidaire
- Prix RIODD VIGEO-EIRIS[3]
- Prix de l'Astee[4]

Génie électrique
- Prix Think Smartgrids[5]
- Prix Paul-Caseau

Géophysique
- Prix de géophysique[6]

Informatique
- Prix Gilles-Kahn (Société informatique de France)[7] ;

Santé
- Prix de thèse de la Fondation Médéric Alzheimer[8]

Statistique
- Prix Marie-Jeanne Laurent Duhamel[9]
- Prix Pierre Simon de Laplace[10]
- Prix de thèse SMAI-MAS Jacques Neveu[11]

Mécanique
- Prix Paul Germain[12],[13],[14]

Multi-domaines
- Prix solennel de la Chancellerie des universités de Paris[15]

## Belgique
Sciences politiques
- Prix Xavier Mabille[16]

### Anciens prix de thèses
Ces prix ne sont plus délivrés.
- Prix de la Fondation EADS[17]

## Prix de thèse internationaux
- Ma thèse en 180 secondes[18] : prix présent dans dix pays francophones (la Belgique, le Bénin, le Cameroun, la France, l'Indonésie, le Maroc, le Canada, le Sénégal, la Suisse et la Tunisie) ;
- Prix Franz-Stephan (Société autrichienne d’étude du dix-huitième siècle).